# Collodes
Collodes is een geslacht van kreeftachtigen uit de klasse van de Malacostraca (hogere kreeftachtigen).

## Soorten
- Collodes armatus Rathbun, 1898
- Collodes gibbosus (Bell, 1835)
- Collodes granosus Stimpson, 1860
- Collodes inermis A. Milne-Edwards, 1878
- Collodes leptocheles Rathbun, 1894
- Collodes levis Rathbun, 1901
- Collodes nudus Stimpson, 1871
- Collodes obesus A. Milne-Edwards, 1878
- Collodes robsonae Garth, 1958
- Collodes robustus Smith, 1883
- Collodes rostratus A. Milne-Edwards, 1879
- Collodes tenuirostris Rathbun, 1894
- Collodes trispinosus Stimpson, 1871
- Collodes tumidus Rathbun, 1898